# Lima, Illinois
Lima là một làng thuộc quận Adams, tiểu bang Illinois, Hoa Kỳ. Năm 2010, dân số của làng này là 163 người.

## Dân số
Dân số qua các năm:
- Năm 2000: 159 người.
- Năm 2010: 163 người.